# Billbergia vittata
Billbergia vittata är en gräsväxtart som beskrevs av Adolphe-Théodore Brongniart och C.Morel. Billbergia vittata ingår i släktet Billbergia och familjen Bromeliaceae. Inga underarter finns listade i Catalogue of Life.

## Bildgalleri

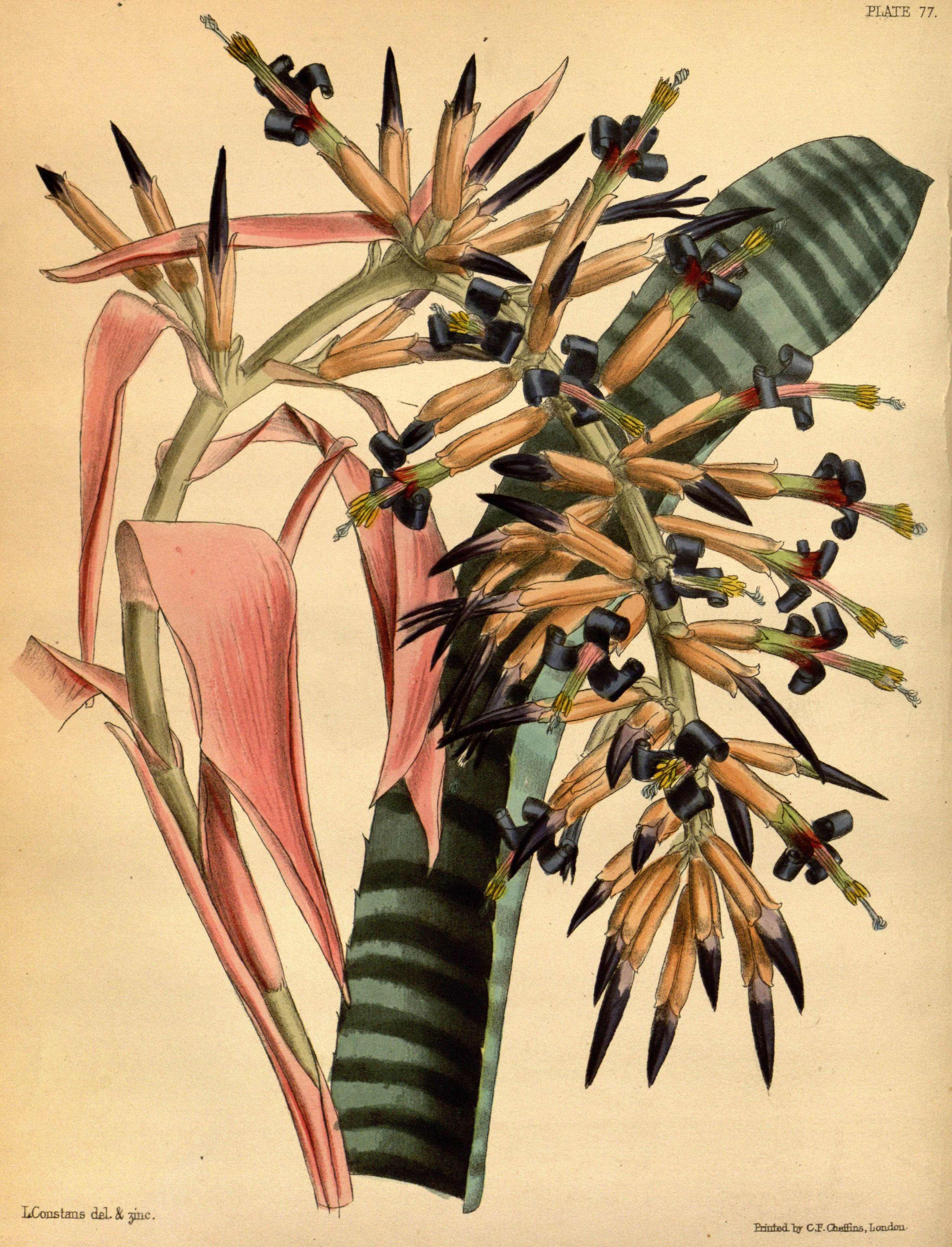
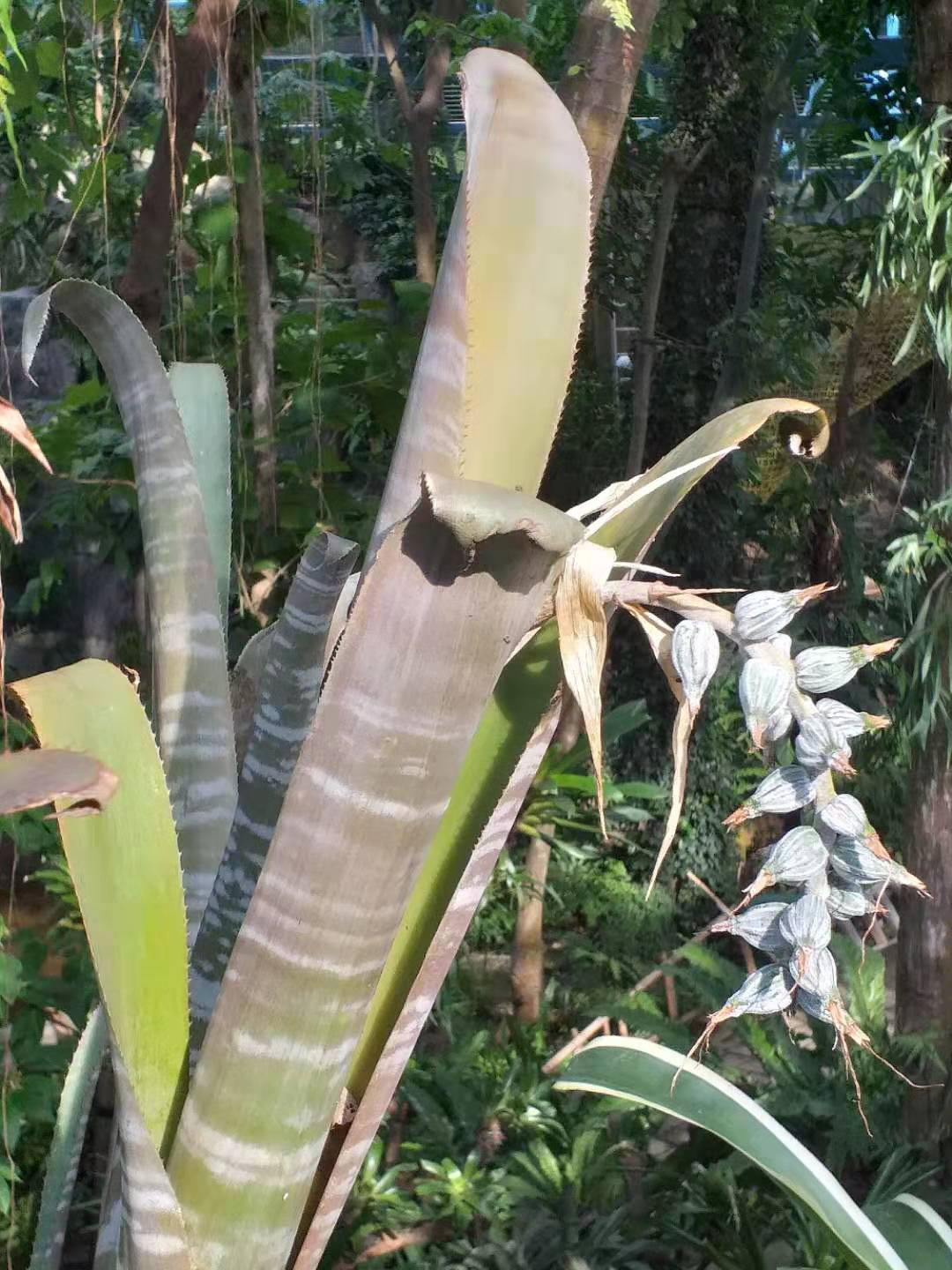
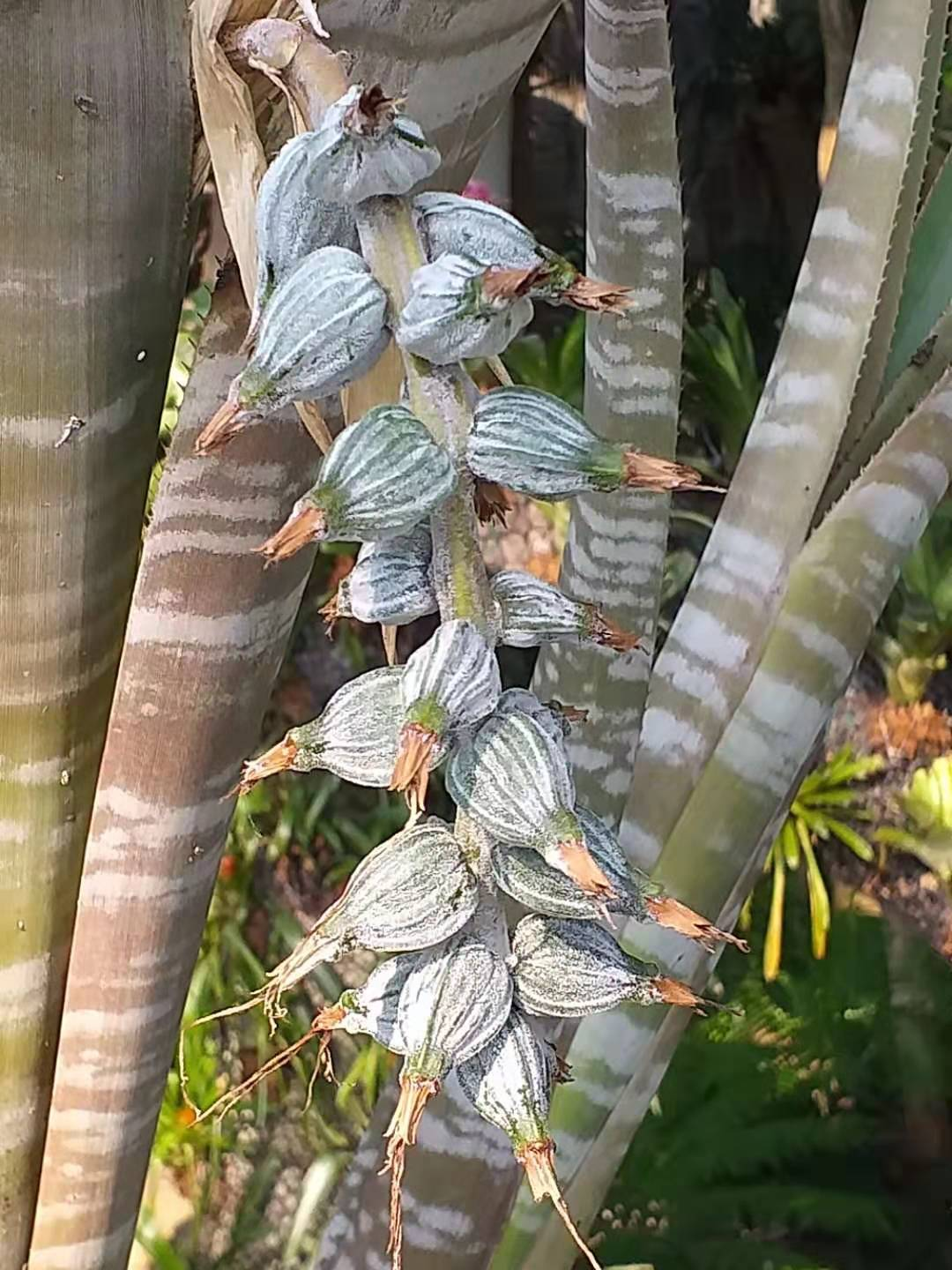
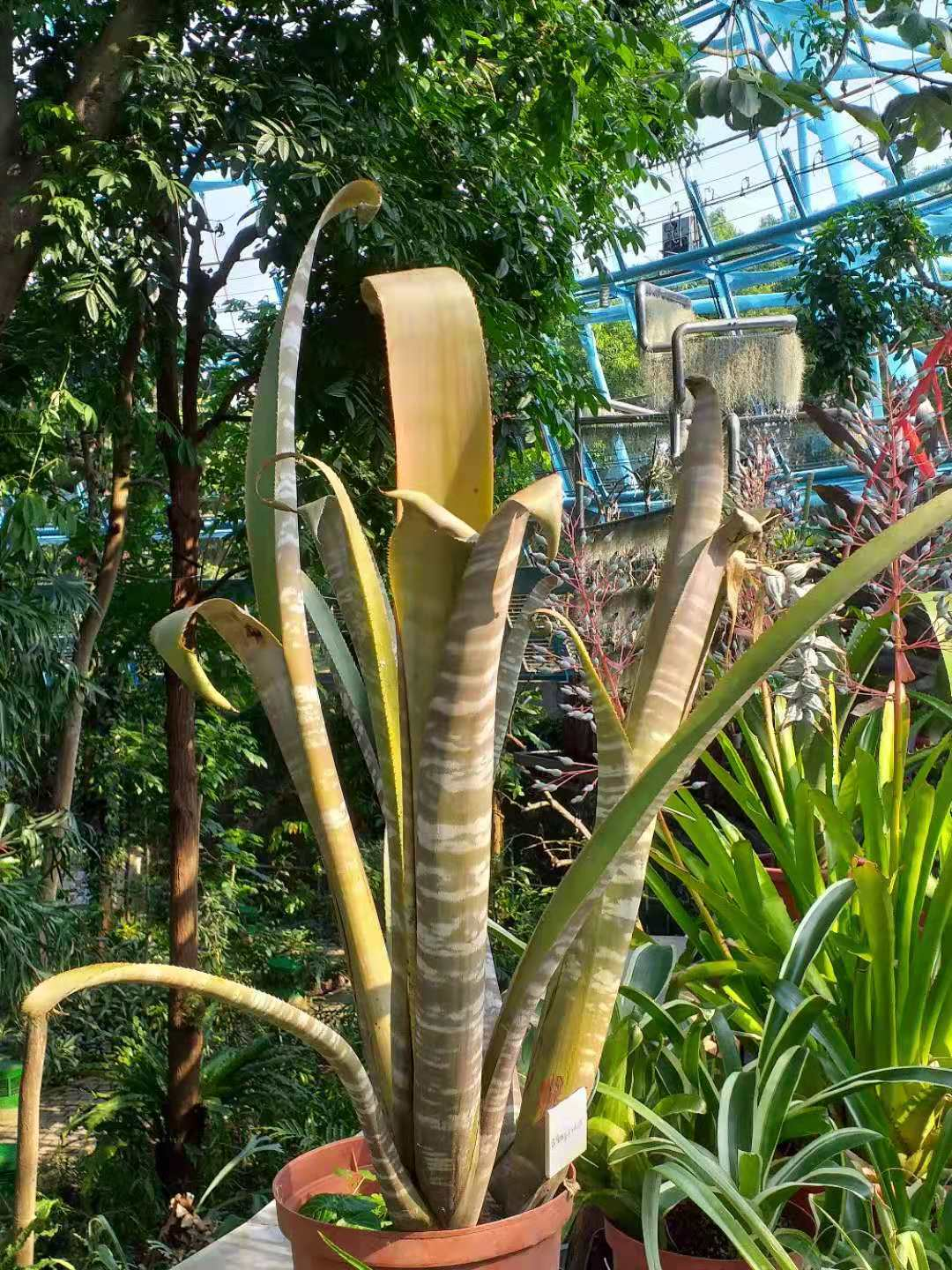